# Angelus Lubelski

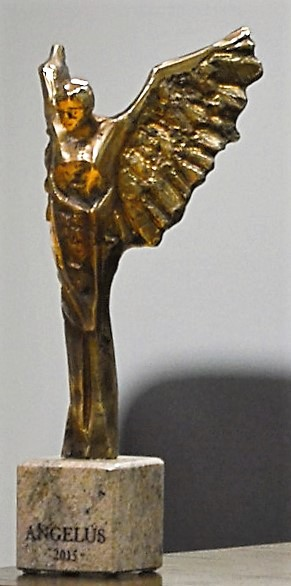
Autorzy Statuetki: Milena i Arkadiusz Widelscy

Angelus Lubelski – nagroda przyznawana jest co roku od 2005 w Lublinie. Inicjatywa powstała w środowiskach twórczych Lublina. Koncepcję nagrody opracowali: pomysłodawca – Jerzy Jacek Bojarski, ks. Ryszard K. Winiarski i Andrzej A. Widelski w 2004 roku.
Skład założycielski:
- ks. prałat Ryszard Winiarski – pierwszy przewodniczący Kapituły do 2014 r.
- Jerzy Bojarski – historyk, redaktor
- Zofia Kopel-Szulc – artysta plastyk
- prof. Lechosław Lameński – historyk sztuki, zrezygnował w pracach Kapituły[potrzebny przypis]
- Lech Cwalina (powołany 2 grudnia 2014 r., zm. 22 grudnia 2021 r. w Lublinie)[1]

Drugim przewodniczącym Kapituły Nagrody Angelus od 2014 był Andrzej A. Widelski (zm. 2 lipca 2017 r.). W kwietniu 2023 czwartym przewodniczącym Kapituły został archidiecezjalny duszpasterz środowisk twórczych ksiądz Rafał Jakub Pastwa. Zastąpił on na tym stanowisku Grzegorza Józefczuka. Sekretarzem Kapituły Nagrody Angelus jest Grażyna Rumik.
Nagrodę „Angelus” przyznaje kapituła, w której skład wchodzą wybitni przedstawiciele różnych środowisk. Procedury wyborów określa regulamin nagrody.
Jest to nagroda apolityczna skierowana do ludzi aktywnych i odważnych, chociaż niekiedy niezauważanych, ale także dla tych, którzy są ludźmi sukcesu i spełnienia w swoich życiowych powołaniach. Otrzymują ją ludzie, którzy swoją postawą przywracają nadzieję i szacunek dla każdego człowieka. Laureatem Nagrody mogą zostać osoby fizyczne, instytucje czy środowiska, które poprzez swoje obowiązki, działalność artystyczną i dobroczynną wyrażają wartości humanistyczne.
Nagrodą jest statuetka „Angelusa” wykonana z brązu i usadowiona na granitowym cokole, przedstawiająca uskrzydloną postać człowieka, autorstwa Mileny i Arkadiusza Widelskich.

## Preambuła Nagrody „Angelus”
„Świadomi bogactwa charyzmatów rozsianych pośród ludzi, ufni w moc spełnianego dobra ustanawiamy Nagrodę Angelus, której celem będzie wskazywanie na ludzi o „anielskich osobowościach”, dla których inspiracją jest ewangeliczna koncepcja człowieka i jego odniesień. Chcemy oddać głos tym, których wyróżnia wrażliwość sumień, piękno poświęcenia i twórcza kreatywność.”

## Kategorie i laureaci

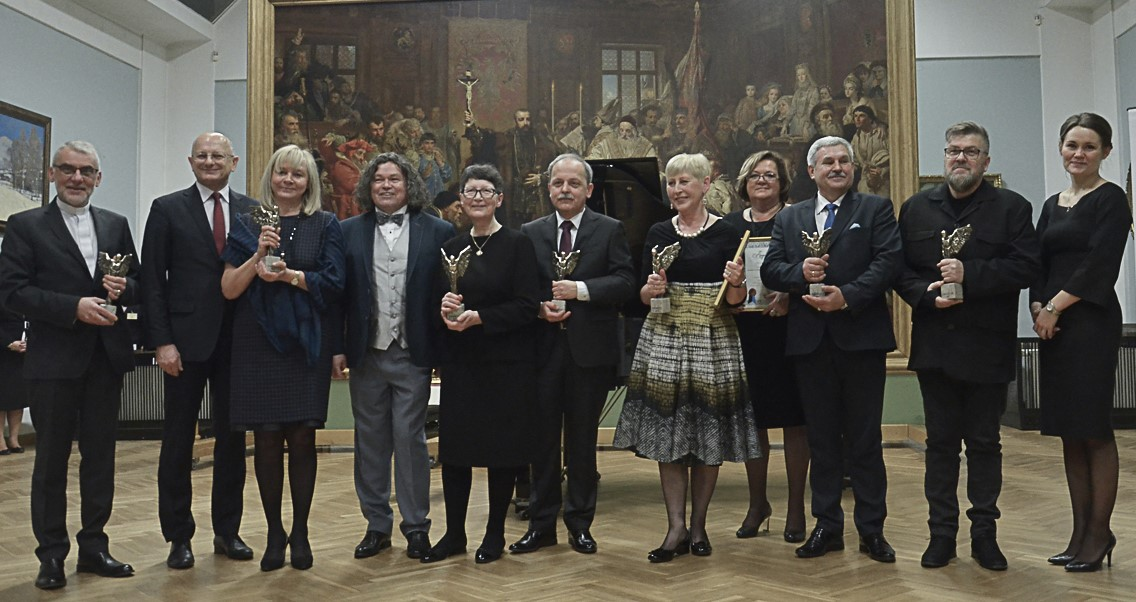
Laureaci Nagrody Angelus 2015

Nagrody wręczane są w siedmiu kategoriach:
- Angelus kultury medialnej:
  - 2005 – Ewa Dados, dziennikarka Radia Lublin
  - 2006 – Grażyna Lutosławska[4], reporterka Radia Lublin
  - 2007 – Zbigniew Hołda, prof. prawa
  - 2008 – Michał M. Zieliński, Zoom
  - 2009 – Norbert Wojciechowski, Norbertinum
  - 2010 – dr Małgorzata Żurakowska, Radio Lublin
  - 2011 – prof. Karol Klauza, KUL
  - 2012 – o. Tomasz Dostatni,Konwent św. Stanisława
  - 2013 – ks. prof. Alfred Marek Wierzbicki, KUL
  - 2014 – Andrzej Molik, publicysta, krytyk sztuki
  - 2015 – ks. Leszek Surma, dziennikarz
  - 2016 – ks. Rafał Pastwa, szef Gościa Lubelskiego
  - 2017 – Aleksandra Jędryszka, redaktor naczelny tygodnika „Lubartowiak”
  - 2018 – Waldemar Sulisz, dziennikarz, znawca kulinariów i kuchni regionalnej, X Gala Jubileuszowatwórca m.in. Post Festiwalu

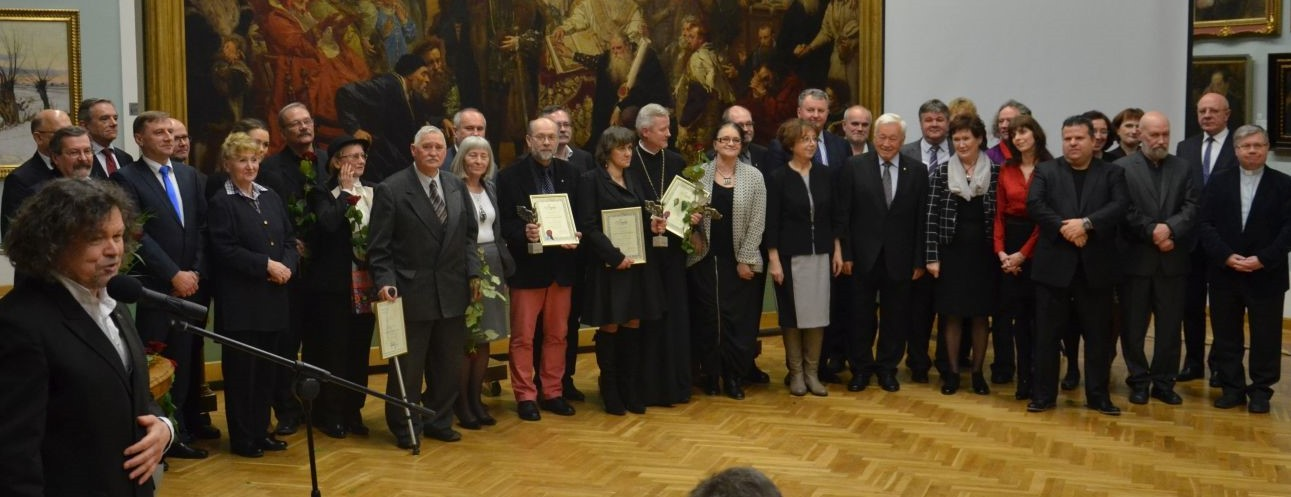
X Gala Jubileuszowa

  - 2019 – Katarzyna Michalak, dziennikarka Radio Lublin[5]
  - 2020 – Aleksandra Zińczuk, redaktor naczelny "Kultura Enter"[6]
  - 2021 – Paweł Bobołowicz, dziennikarz radia WNET[7]
  - 2022 – prof. Jacek Wojtysiak, filozof i felietonista[8]
  - 2023 – prof. Iwona Hofman, politolog, medioznawca[9]
- Angelus służby publicznej:
  - 2005 – Helena Pietraszkiewicz, wojewoda łódzki
  - 2006 – mł. asp. Arkadiusz Szczepański[10]
  - 2007 – Maria Drygałowa, Hospicjum Dobrego Samarytanina
  - 2008 – Zbigniew Czesław Wojciechowski, prawnik, wiceprezydent Lublina
  - 2009 – Jolanta Ślązak-Chabros, DPS „Betania”
  - 2010 – prof. Tomasz Trojanowski, SPSK 4 Lublin, neurochirurg
  - 2011 – Urszula Radek, Komitet Pomocy SOS Solidarność
  - 2012 – Krzysztof Leszczyński, Stowarzyszenie „Nadzieja”
  - 2013 – dr Adam Borzęcki, dermatolog, Med-Laser
  - 2014 – Jan Tombiński, ambasador UE w Kijowie
  - 2015 – Barbara Oratowska, Muzeum Martyrologii „Pod Zegarem”
  - 2016 – Jan Arczewski, telefon zaufania
  - 2017 – o. Bogdan Augustyniak, franciszkanin
  - 2018 – Piotr Dudziak i Andrzej Pierzchała, konsultanci w kierunku HIV
  - 2019 – o. Ludwik Wiśniewski, dominikanin[11]
  - 2020 – ks. Stefan Batruch, proboszcz parafii greckokatolickiej[12]
  - 2021 – Jarosława Szewczuk, polska Ukrainka[13]
  - 2022 – prof. Robert Rejdak, okulista[8]
  - 2023 – Andrzej Sokołowski, legenda "Solidarności"[9]
- Angelus miłosierdzia:
  - 2005 – Grażyna Rumik, pracownik Politechniki Lubelskiej
  - 2006 – Sylwia Irga, Europejskie Forum Kobiet Chrześcijańskich
  - 2007 – ks. Ryszard Tujak, duszpasterz niesłyszących
  - 2008 – Maciej Barczentewicz, lekarz ginekolog
  - 2009 – dr Elżbieta Starosławska, dyrektor Centrum Onkologii Ziemi Lubelskiej
  - 2010 – Justyna Wereszczyńska, Stowarzyszenie „Niech się serce obudzi”
  - 2011 – Michał Filipowicz, Lubartowskie Towarzystwo Regionalne
  - 2012 – Bożena Kazanowska, Fundacja Jasne Strony
  - 2013 – Zbigniew Drążkowski, Fundacja Emaus
  - 2014 – ks. Mirosław Wiszniewski, dyrektor prawosławnego DPS-u w Lublinie
  - 2015 – dr Andrzej Biłan, Centrum Onkologii Ziemi Lubelskiej
  - 2016 – Joanna Kukier, Stowarzyszenie „Mali Bracia Ubodzy"
  - 2017 – Teresa  Czechowska, Stowarzyszenie AGAPE
  - 2018 – Zbigniew Furman, animator kultury sportu i stadionu
  - 2019 – Alicja Barton, poetka, wolontariuszka[14]
  - 2020 – "Gorący Patrol", wolontariat na rzecz bezdomnych[15]
  - 2021 – Ewa i Janusz Waszkiewiczowie, pomoc obcokrajowcom[13]
  - 2022 – s. Małgorzata Chmielewska, przełożona wspólnoty "Chleb Życia"[8]
  - 2023 – BAOBAB - Fundacja Homo Faber (nagroda została zwrócona)[16]
- Angelus animacji życia kulturalnego:
  - 2005 – Lech i Elżbieta Cwalinowie, Kawiarnia artystyczna Hades
  - 2006 – Ośrodek „Brama Grodzka – Teatr NN”
  - 2007 – Rafał Koziński, animator kultury Centrum Kultury w Lublinie
  - 2008 – Ireneusz Parafiniuk, BCK Klub Kultury „Piast”
  - 2009 – Marcin Socha, nauczyciel z Lubartowa
  - 2010 – Piotr Zieliński, Galeria Wirydarz
  - 2011 – Krzysztof Czyżewski, Ośrodek „Pogranicze – sztuk, kultur, narodów”
  - 2012 – Prof. Teresa Krasowska, wicedyrektor Szkoły Muzycznej
  - 2013 – Zbigniew Skrzypek, muzyk JazzLok
  - 2014 – Krzysztof Anin Kuzko, artysta fotograf
  - 2015 – prof. Urszula Bobryk, dyrygent chóru UMCS-u
  - 2016 – Robert Grudzień, dyrektor Festiwalu Organowego Lublin Czuby
  - 2017 – Waldemar Michalski, sekretarz Wschodniej Fundacji Kultury AKCENT[17]
  - 2018 – Iwona Agnieszka Siedlaczek, muzyk, promotor kultury muzycznej
  - 2019 – Małgorzata Nowak, prof. UMCS, dyrygent[18]
  - 2020 – Aldon Dzięcioł, poeta, prozaik, regionalista[6]
  - 2021 – Maks Skrzeczkowski, malarz, fotograf[13]
  - 2022 – ks. Mariusz Lach, salezjanin, KUL[8]
  - 2023 – Piotr Selim, kompozytor, wokalista[9]
- Angelus dobroczynności:
  - 2005 – Bogusław Telecki, przedsiębiorca
  - 2006 – Wiesława i Marian Wiatrowscy, wolontariusze
  - 2007 – Bogdan Rozpędowski, przedsiębiorca z Garbowa
  - 2008 – Wojciech Trykacz, przedsiębiorca z Lubartowa
  - 2009 – prof. Stanisław Wójcik, KUL
  - 2010 – Tadeusz Boreczek, przedsiębiorca z Puław
  - 2011 – Józef Godlewski, przedsiębiorca z Lublina
  - 2012 – Krzysztof Wiącek, przedsiębiorca z Lubartowa
  - 2013 – Jerzy Stadnik, przedsiębiorca z Lubartowa
  - 2014 – Halina i Tadeusz Pęzioł, właściciele piekarni
  - 2015 – Janina i Eugeniusz Woźniak, właściciele firmy „Ryjek”
  - 2016 – Jacek Wnuk, Centrum Wolontariatu
  - 2017 – Zbigniew Warchocki, Firma Wikpol Sp. z o.o.
  - 2018 – dr Jacek Osuchowski, lekarz, społecznik
  - 2019 – Kordian Urlich, szef sprzedaży Mazda Matsuoka Motor[11]
  - 2020 – Justyna Domaszewicz, organizator imprez charytatywnych[15]
  - 2021 – Irena Hochman i Tadeusz Mysłowski, darowizna dla Muzeum Narodowego[13]
  - 2022 – Fundacja Grupy Aliplast[8]
  - 2023 – Grupa ARBOR[9]
- Angelus artystyczny:
  - 2005 – Jerzy Zyśko, artysta plastyk
  - 2006 – Jan Kondrak i Federacja
  - 2007 – Andrzej Kot, artysta grafik
  - 2008 – Hanna Abramowicz, tłumaczka
  - 2009 – Tadeusz Mysłowski, artysta z Nowego Jorku
  - 2010 – Ewa Zarzycka, artysta plastyk
  - 2011 – Marcin Różycki, Lubelska Federacja Bardów
  - 2012 – Borys Somerschaf i zespół Kairos
  - 2013 – Paweł Passini, reżyser, Teatr w Sieci Powiązań
  - 2014 – Piotr Kmieć, artysta malarz
  - 2015 – Grzegorz Linkowski, reżyser, Lubelski Fundusz Filmowy
  - 2016 – Piotr Selim, muzyk, kompozytor
  - 2017 – Zbigniew Kotyłło, malarz
  - 2018 – Teresa Falger-Księska, muzyk, b. dyrektor Filharmonii Lubelskiej
  - 2019 – Jarosław Koziara, artysta plastyk[18]
  - 2020 – Robert Pranagal, artysta fotograf[15]
  - 2021 – Dorota Nowakowska, kobieta filmu i sztuki, podróżniczka[13]
  - 2022 – Anna Łyczewska, polonistka, poetka[8]
  - 2023 – Tomasz Ritter, pianista[9]
- Angelus za całokształt życia:
  - 2006 – Wojciech Kilar, światowej sławy kompozytor
  - 2007 – ks. Paul Poupard, francuski kardynał, doktor honoris causa KUL
  - 2008 – prof. Andrzej Nikodemowicz, kompozytor, pianista, pedagog
  - 2009 – prof. Jan Oleszczuk, ginekolog położnik SPSK 4 Lublin
  - 2010 – Leszek Mikita, dyrygent chóru „Słowiki Lubelskie”
  - 2011 – Leszek Mądzik, scenograf, reżyser teatralny
  - 2012 – Maria Kozioł, prezes Lubartowskiego Towarzystwa Regionalnego
  - 2013 – ks. prałat Ryszard Jurak, proboszcz parafii pw. Św. Rodziny w Lublinie
  - 2014 – prof. Jerzy Kłoczowski, historyk mediewista
  - 2015 – Anna Fornal, Stowarzyszenie „W stronę sztuki”
  - 2016 – Zbigniew Jóźwik, naukowiec, artysta i poeta
  - 2017 – prof. Andrzej Szostek, Rektor KUL
  - 2018 – Stanisław Baj, malarz, pedagog sztuki, promotor Lubelszczyzny
  - 2019 – Jan Gurba, geograf, archeolog[5]
  - 2020 – Krzysztof Cugowski, piosenkarz rockowy[15]
  - 2021 – ks. Mieczysław Puzewicz, pomoc ludziom bezdomnym[13]
  - 2022 – Bogusław Wróblewski, redaktor naczelny "Akcentu"[8]
  - 2023 – Włodzimierz Staniewski, dyrektor Ośrodka Praktyk Teatralnych "Gardzienice"[9]